# سيقان في الوحل (فلم)
سيقان في الوحل هو فيلم دراما مصري من إخراج عاطف سالم  وبطولة سهير رمزي، سمير صبري، بوسي، لبلبة، سمير غانم ،فريدة سيف النصر وعبد المنعم مدبولي.

## نبذه
تقضي فردوس مدة عقوبتها في السجن بسبب سرقتها ساعة، تلازمها في نفس الزنزانة سامية التي تعمل في إحدى الفرق الاستعراضية ويتم القبض عليها ظلمًا في منزل للدعارة، أما منى فتصدم بسيارتها طفلا ويموت. تنتهي مدة العقوبة فتعمل فردوس في مزرعة عصفور للدواجن، ولكن تتركها عندما يتنافس عصفور وابنه على الزواج منها.

## طاقم العمل
- سهير رمزي بدور فردوس
- سمير صبري بدور أدهم فهمي - عزت سليمان
- بوسي بدور منى
- لبلبة بدور سامية
- سمير غانم بدور رؤوف توفيق
- عبد المنعم مدبولي بدور عصفور
- حمدي حافظ بدور علاء
- يونس شلبي بدور فرج

## وصلات خارجية
- مقالات تستعمل روابط فنية بلا صلة مع ويكي بيانات